# J. R. 셀스키
존 로버트 "J. R." 셀스키(영어: John Robert "J. R." Celski, 1990년 7월 17일~)는 미국의 쇼트트랙 선수이다. 흔히 이니셜을 사용하여 J. R. 셀스키로 부른다.

## 프로필
폴란드계와 필리핀계의 혼혈로 아버지가 미국 군대에서 근무하던 캘리포니아주 몬터레이에서 3남 중 막내로 태어나 워싱턴주 페더럴웨이에서 자랐다.
처음에 스피드 스케이팅을 하다가, 같은 페더럴웨이 출신의 아폴로 앤턴 오노를 따라 쇼트트랙으로 전향했다. 큰 두각을 나타냈으나, 2006년 동계 올림픽에 나이가 미달되어 참가하지 못했다. 2009년 세계 선수권 3000m 슈퍼파이널과 계주에서 우승했으며, 대한민국의 이호석에 이어 종합 2위에 올랐다. 그 해 8월, 대회 도중 부상을 당했으나 회복되어 2010년 동계 올림픽 참가 자격을 얻었으며, 1500m 경기에서 이정수와 아폴로 앤턴 오노에 이어 동메달을 획득하였고, 이어 계주에서도 동메달을 획득하였다.
밴쿠버 동계 올림픽을 마치고 캘리포니아 대학교 버클리에 입학했다. 필리핀의 권투 선수 매니 파퀴아오를 롤모델로 삼고있다.